# Félix Antonio González
Félix Antonio González (1921-29 de setembre 2009, Valladolid, Castella) fou un periodista, escriptor, poeta i pintor castellà. Va treballar al Diario Regional i a El Norte de Castilla. Va escriure diverses obres literàries i va guanyar diversos premis, com ara, el premi Ciudad de Barcelona de Poesía Castellana. Va morir d'una llarga malaltia, que no li va impedir, durant els últims anys, la seva activitat intel·lectual ni la seva col·laboració amb el diari El Norte de Castilla.